# Lütje Hörn

Carte de la Frise orientale

Lütje Hörn est un îlot allemand inhabité d'environ 31 hectares aux îles de la Frise-Orientale à l'est de l'île de Borkum. Lütje Hörn appartient comme territoire non-organisé à l'arrondissement bas-saxon de Leer.